# Elephant (Alexandra Burke)
Elephant è una canzone della cantante inglese Alexandra Burke creata in collaborazione col DJ e produttore discografico colombiano Erick Morillo, primo singolo estratto dal secondo album della Burke, ancora senza nome. Negli Stati Uniti, il brano è stato pubblicato come singolo di debutto della cantante. Esso è stato presentato tramite una performance al London's Shepherds Bush Empire.

## Ricezione della critica
La canzone ha ricevuto critiche miste: infatti se alcuni come Digital Spy ne hanno osannato il beat, altri come The Guardian l'hanno criticata per l'uso dell'autotune a loro detta eccessivo.

## Video
Il video. diretto da Amit e Naroop, è stato premierato il 6 febbraio 2012 (più di un mese prima dalla pubblicazione del singolo) e mostra la cantante mentre performa il brano in un magazzino deserto. Queste scene sono alternate ad alcune in cui la Burke è in compagnia di altre persone insieme alle quali si diverte con gli oggetti presenti nel magazzino ed esegue la canzone, ad altre scene in cui viene mostrato il suo ragazzo che la cerca. Il video si conclude mostrando lo stesso che riesce a trovarla.

## Promozione
La Burke si è esibita sulle note della canzone in alcuni programmi televisivi britannici come Sport Relief, Daybreak e This Morning.

## Tracce
- Digital download[3]

1. "Elephant" – 3:50
2. "Elephant" (Sympho Nympho Remix) – 5:31
3. "Elephant" (Breathless Version) – 4:05

## Classifiche
| Classifica (2011)   | Posizione massima |
| ------------------- | ----------------- |
| Irlanda             | 7                 |
| Polonia             | 74                |
| Regno Unito         | 3                 |
| Regno Unito (dance) | 1                 |
| Scozia              | 2                 |

## Date di pubblicazione
| Paese       | Data          | Formato          | Etichetta          |
| ----------- | ------------- | ---------------- | ------------------ |
| Irlanda     | 9 marzo 2012  | Digital download | Syco, Sony         |
| Regno Unito | 11 marzo 2012 | Digital download | Syco, Sony         |
| Stati Uniti | 13 March 2012 | Digital download | Subliminal Records |
| Francia     | 13 March 2012 | Digital download | Subliminal Records |
| Germania    | 13 March 2012 | Digital download | Subliminal Records |